# Randia ciliolata
Randia ciliolata là một loài thực vật có hoa trong họ Thiến thảo. Loài này được C.Wright miêu tả khoa học đầu tiên năm 1869.